# Joyland
Joyland (wörtlich: Vergnügungsland) ist ein Roman von Stephen King, welcher im Original am 4. Juni 2013 im Hard Case Crime Verlag erschienen ist. Die deutsche Übersetzung von Hannes Riffel ist am 17. Juni 2013 im Heyne Verlag erschienen.

## Inhalt
Der 21-jährige Student Devin Jones will in seinen Semesterferien Geld verdienen. Durch eine Zeitungsannonce stößt er auf ein Job-Angebot in einem Vergnügungspark. Nach einem Bewerbungsgespräch bekommt er den Job und ist von nun an als „Happy Helper“ oder besser gesagt „Mädchen für alles“ angestellt und reinigt von da an die verschiedenen Fahrgeschäfte, streicht Wände neu an und trägt von nun an „das Fell“. Was damit gemeint ist, erfährt Devin erst, als es das erste Mal so weit ist. „Das Fell“ ist ein Hundekostüm und dem Maskottchen des Parks namens „Howie the Happy Hound“ nachempfunden. Das Tragen des Fells stellt sich als sehr schweißtreibend heraus, und keiner der Angestellten kann mehr als 15 Minuten in dem Kostüm verweilen. Dennoch schafft es Devin, das Kostüm bis zu zwölfmal am Tag zu tragen und damit die Kinder zu unterhalten. 
Am ersten Arbeitstag sagt ihm eine Wahrsagerin eine Begegnung mit einem Mädchen sowie eine Begegnung mit einem Jungen, der einen Hund besitzen soll, voraus. Kurz nach Beginn trifft Devin in der Tat das Mädchen, das er durch ein Heimlich-Manöver vor dem Erstickungstod retten kann. 
Nachfolgend beschäftigt Devin sich mit den Aussagen von verschiedenen Parkangestellten, dass es in der Geisterbahn spuke. Er forscht zusammen mit seinen ebenfalls frisch eingestellten Kollegen Tom Kennedy und Erin Cook über die Geisterbahn nach und findet heraus, dass dort vor einigen Jahren eine junge Frau ermordet wurde. Der Mörder ist zwar auf vielen Fotos aus dem Park zu sehen, jedoch kann man nur ein Tattoo auf seinem Unterarm erkennen. Sein Gesicht ist nirgends zu erkennen. In den lokalen Zeitungen wurde damals ausgiebig über das Thema berichtet, jedoch wurde aus den veröffentlichten Fotos der Haarreif der jungen Frau wegretuschiert. Dies sollte dabei helfen, den Mörder bei Befragungen zu enttarnen. Verschiedene Parkangestellte, welche mit der Geisterbahn gefahren sind, berichten Devin unabhängig voneinander, dass sie den Geist der jungen Frau gesehen hätten und dieser einen blauen Haarreif getragen habe. Da diese Information immer unter Verschluss war, mussten sie die Frau tatsächlich gesehen haben. Als Devin Tom und Erin eines Abends von seinen Nachforschungen erzählt, beschließen die drei, am nächsten Tag eine Fahrt mit der Geisterbahn zu machen. Während Devin und Erin nichts Ungewöhnliches an der Fahrt erkennen können, berichtet Tom nach der Fahrt, dass er den Geist gesehen habe. Tom ist so schockiert von diesem Erlebnis, dass er nichts mehr mit diesem Fall zu tun haben möchte. Unterdessen sind die Sommerferien vorüber und Erin und Tom kehren an ihre Universitäten zurück. Devin entscheidet sich, im Park zu bleiben und sich erst im Frühjahr wieder dem Studium zu widmen. Devin bittet Erin kurz vor der Abreise, an der Universität weitere Nachforschungen zu betreiben. 
Nachdem die Hauptsaison vorbei ist, lernt Devin am Strand Annie und ihren im Rollstuhl sitzenden Sohn Mike kennen. Er hatte den Jungen schon seit Beginn seiner Tätigkeit im Park jeden Tag am Strand gesehen. Devin beobachtet die Mutter bei ihrem Versuch, einen Drachen steigen zu lassen. Nach einigen misslungenen Versuchen der Mutter bietet Devin an, ihnen das Fliegen des Drachens beizubringen. Die drei freunden sich schnell miteinander an. Als sich Annie kurzzeitig von den beiden entfernt, erklärt ihm der Junge, dass er unter Muskelschwund leide und deshalb schon früh sterben werde. Devin merkt schnell, dass Mike eine ähnliche hellseherische Fähigkeit wie die Hellseherin im Park besitzt. Devin bietet Annie an, Mike und sie für einen Tag nach Joyland mitzunehmen und schafft es, sie von der Idee zu überzeugen. 
Eine Woche später kommen Tom und Erin zu Besuch nach Joyland. Erin bringt Devin eine Mappe mit den Ergebnissen von Nachforschungen, die sie während des Studiums angestellt hat. Sie fand unter anderem heraus, dass die Art und Weise des Mordes in der Geisterbahn mit verschiedenen anderen Morden in den letzten Jahren in Verbindung gebracht werden kann. Von der Vermieterin der Pension neben Joyland bekam sie verschiedene Bilder, welche nie in der Zeitung erschienen waren. Mit der Hilfe eines Kommilitonen an der Universität hat sie ein Bild des Mörders vergrößern lassen. Auf der Vergrößerung kann man erkennen, dass das Tattoo des Mörders nur aufgemalt war und er als Ablenkung die Aufmerksamkeit auf dieses vermeintliche Körpermerkmal lenken wollte. Devin nimmt die Mappe in sein Zimmer und will sie sich später nochmals anschauen, da ihm beim Betrachten mit Erin etwas aufgefallen war, er ihr jedoch nicht sagen konnte, was es war. Am nächsten Tag kommen Mike und Annie in den Park und der Mitarbeiter Lane Hardy und Devin führen die beiden den ganzen Tag im Park herum. Devin fällt auf, dass Lane seinen Hut unbewusst immer von der einen Seite zur anderen schiebt. Als er am darauffolgenden Tag die Mappe mit den Bildern hervornimmt, fällt ihm auf, dass der Mörder aus der Geisterbahn seinen Hut auf jedem Bild auf die eine oder andere Seite geschoben hatte. Genau im selben Moment ruft ihn Lane Hardy an, der vermutet hat, dass Devin ihm auf die Schliche gekommen ist. Er sagt ihm, dass er vor Annies und Mikes Haus stehe und beide umbringen werde, falls Devin nicht seinen Anweisungen folgte und sich nach Joyland begeben würde. Dort angekommen zwingt ihn Lane, das Riesenrad zu besteigen, und beide steigen in die gleiche Gondel. Lane will Devin umbringen, lässt sich jedoch, von seiner Neugierde getrieben, die ganze Geschichte von Devin erzählen. Eben will Lane Dev erschießen, da wird er seinerseits von Annie, die einst Kunstschützin war, erschossen. Es stellt sich heraus, dass Mike in der Nacht von einer Geisterscheinung gewarnt wurde, dass Dev in Lebensgefahr sei. 
Einige Zeit später hat Dev ein Studium begonnen, als Annie ihn überraschend anruft und ihm mitteilt, dass Mike gestorben sei. Dev eilt zu Annie zurück. Sie lassen – wie einst bei ihrem ersten Treffen – einen Drachen steigen, der Mikes Asche über dem Meer verteilt.